# Reppolho
Givaldo José dos Santos (Recife, 18 de junho de 1956) é um multi-instrumentista, compositor, produtor, pesquisador, arranjador e cantor brasileiro. Já atuou em shows e gravações com vários artistas como Tim Maia, Elba Ramalho, Gilberto Gil, Pepeu Gomes, Gal Costa, entre outros.
O pseudônimo Reppolho,lhe foi dado, ainda na infância, por seu Everaldo, amigo de seu pai, pela simples razão de ser um garotinho bem gordinho, redondinho, mais parecido com um repolhinho. Nasceu no bairro de Água Fria, comunidade de grande concentração de terreiros
Em 2015 se apresentou em São Paulo com Moraes Moreira e Davi Moraes nos shows de 40 anos do álbum Acabou Chorare da banda Novos Baianos, apresentando na íntegra as músicas do álbum. 